# Abbaye de Balmerino
L’abbaye de Balmerino est une ancienne abbaye cistercienne située dans le village  éponyme (en), administrativement situé à Newport-on-Tay, sur la rive droite du Firth of Tay, en face de Dundee en Écosse.
Elle est fondée en 1229 grâce à l'appui d'Ermengarde, reine d'Écosse, et placée sous le patronage d'Édouard le Martyr, puis de la Vierge Marie.
Lors de la dissolution des monastères, elle échappe à la fermeture en accueillant une communauté protestante. Mais elle est définitivement close en 1607.

## Localisation et toponymie

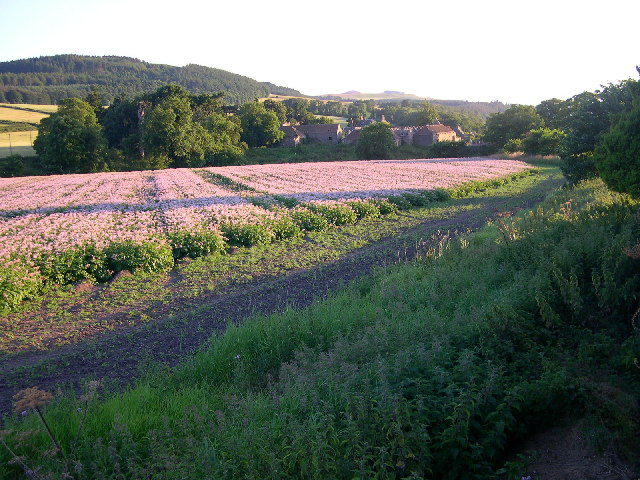
Le site de l'abbaye.

L'abbaye est située sur la rive méridionale du Firth of Tay, en face de l'agglomération de Dundee, mais en amont de celle-ci, environ huit kilomètres en amont du pont routier du Tay.
Le nom de Balmerino serait une déformation de St Merinac, Mérinac étant selon la tradition locale un des compagnons de Regulus, ayant participé à l'évangélisation de l'Écosse au IVe siècle

## Histoire

### Fondation
L'abbaye de Balmerino est fondée en 1233 grâce à l'appui d'Ermengarde, reine d'Écosse. Celle-ci donne aux moines de Melrose les terres nécessaires à la fondation de leur monastère, et demande que celui-ci sous placé  sous le patronage d'Édouard le Martyr. Derrière ce choix de patronage se trouve une volonté de réconcilier Écossais et Anglais. La volonté de la reine est respectée, mais, à la mort de celle-ci, l'abbaye est placée selon la tradition cistercienne sous le patronage principal de la Vierge Marie, tout en conservant une dédicace secondaire à Édouard.

### Moyen Âge
L'abbaye de Balmerino est un établissement modeste, mais qui réussit au cours des siècles de son existence à maintenir une gestion saine et à renforcer petit à petit son patrimoine. À peu de distance de l'abbaye, une jetée construite sur le Tay, et reliée au monastère par une route de neuf mètres de largeur, prouve le lien fort entre la communauté monastique et l'estuaire.
Au XIVe et surtout au XVe siècle, les moines de Balmerino s'impliquent de plus en plus dans les affaires politiques et administratives de la région, à l'instar de ceux de nombreux autres établissements cisterciens. Toutefois la particularité de cette maison est que les moines y sont plus souvent qu’ailleurs impliqués dans la gestion d'affaires nationales voire internationales. Il semble par ailleurs que la communauté de Balmerino ait joué un rôle dans la toponymie locale, remplaçant petit à petit les lieuxdits d'origine picte par des toponymes scots.
Les moines tirent leurs ressources des terres qu'ils possèdent et qu'ils louent auxpaysans, de la pêche et de l'élevage. Au mlilieu du XIIIe siècle, l'abbaye est confrontée à une pénurie de combustible.

## Architecture

### État originel
Le plan médiéval de l'abbaye respecte l'ordonnancement traditionnel bernardin, avec un cloître situé sur le côté septentrional de l'abbatiale orientée mais avec un léger décalage vers le nord. Cette dernière semble avoir été construite en une seule phase. Les recherches archéologiques montrent que la plus grande partie de l'édifice date du second quart du XIIIe siècle,

### Ruines

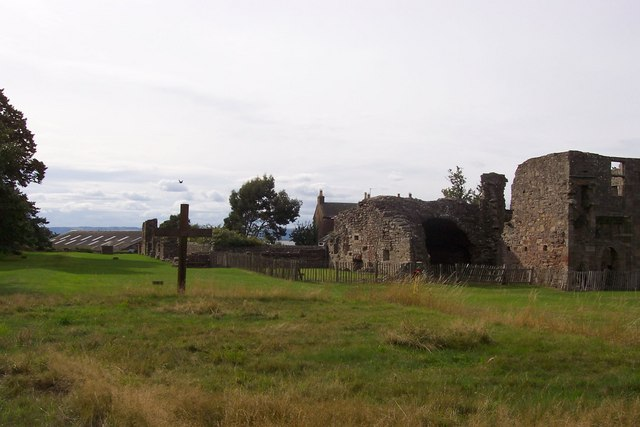
Vue générale des ruines de l'abbaye.

Les seules parties conservées de l'abbaye sont les parties situées au sud de l'aile des moines : la salle capitulaire en particulier. Une ferme est construite au milieu du XIXe siècle au nord de l'ancienne abbaye, sur une partie des bâtiments préexistants, et très probablement en réutilisant une partie des matériaux de ceux-ci.
Un projet immobilier en cours prévoit la transformation de la ferme en logements, ce qui implique d'importants travaux notamment sanitaires, à l'occasion desquels des fouilles ont été réalisées par Scotia Archaeology Limited.